# Richard van Greiffenklau tot Vollrads

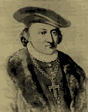
Richard van Greiffenclau tot Vollrads

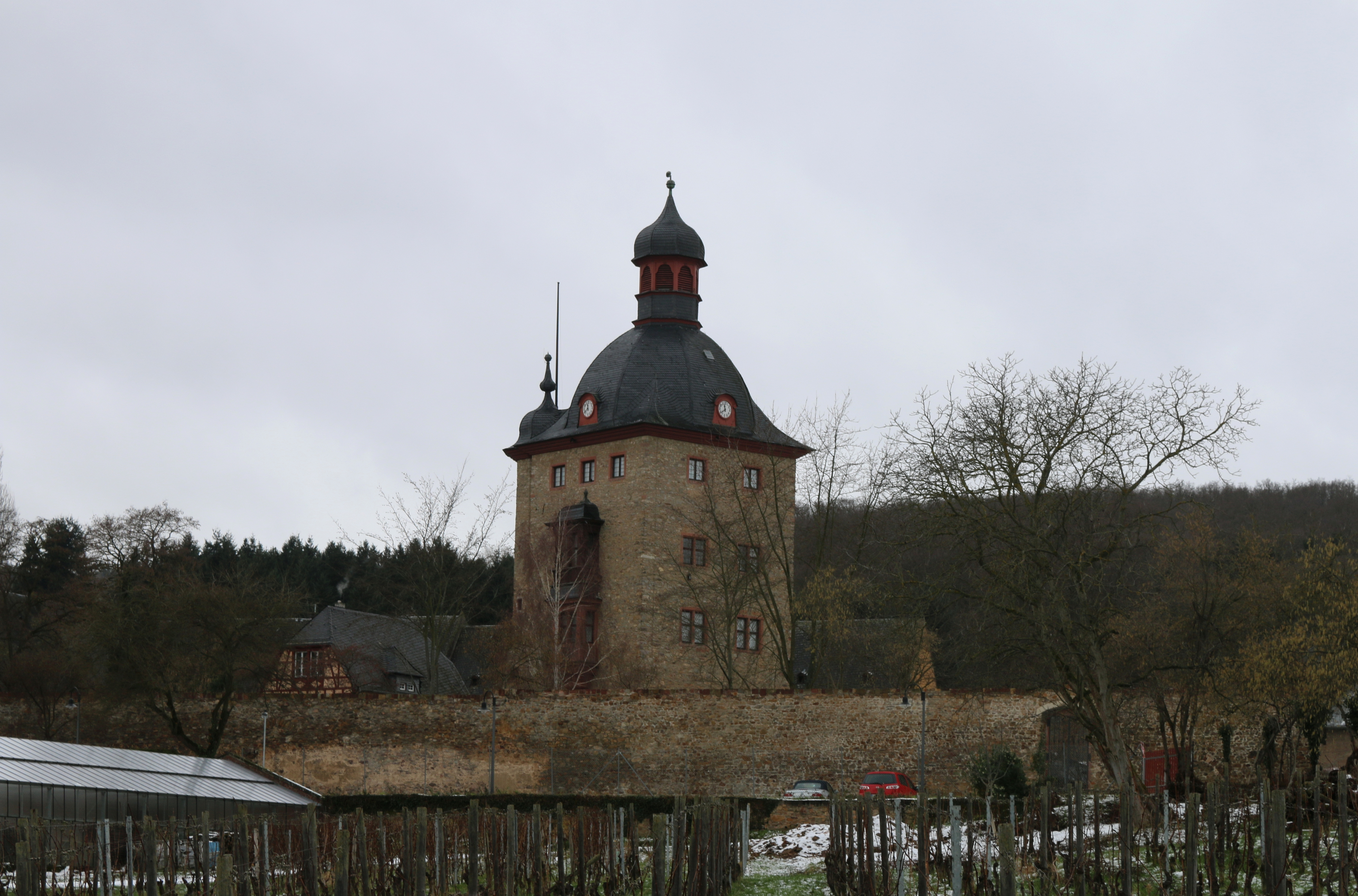
Kasteel Vollrads waar Greiffenclau geboren werd (Oestrich-Winkel).

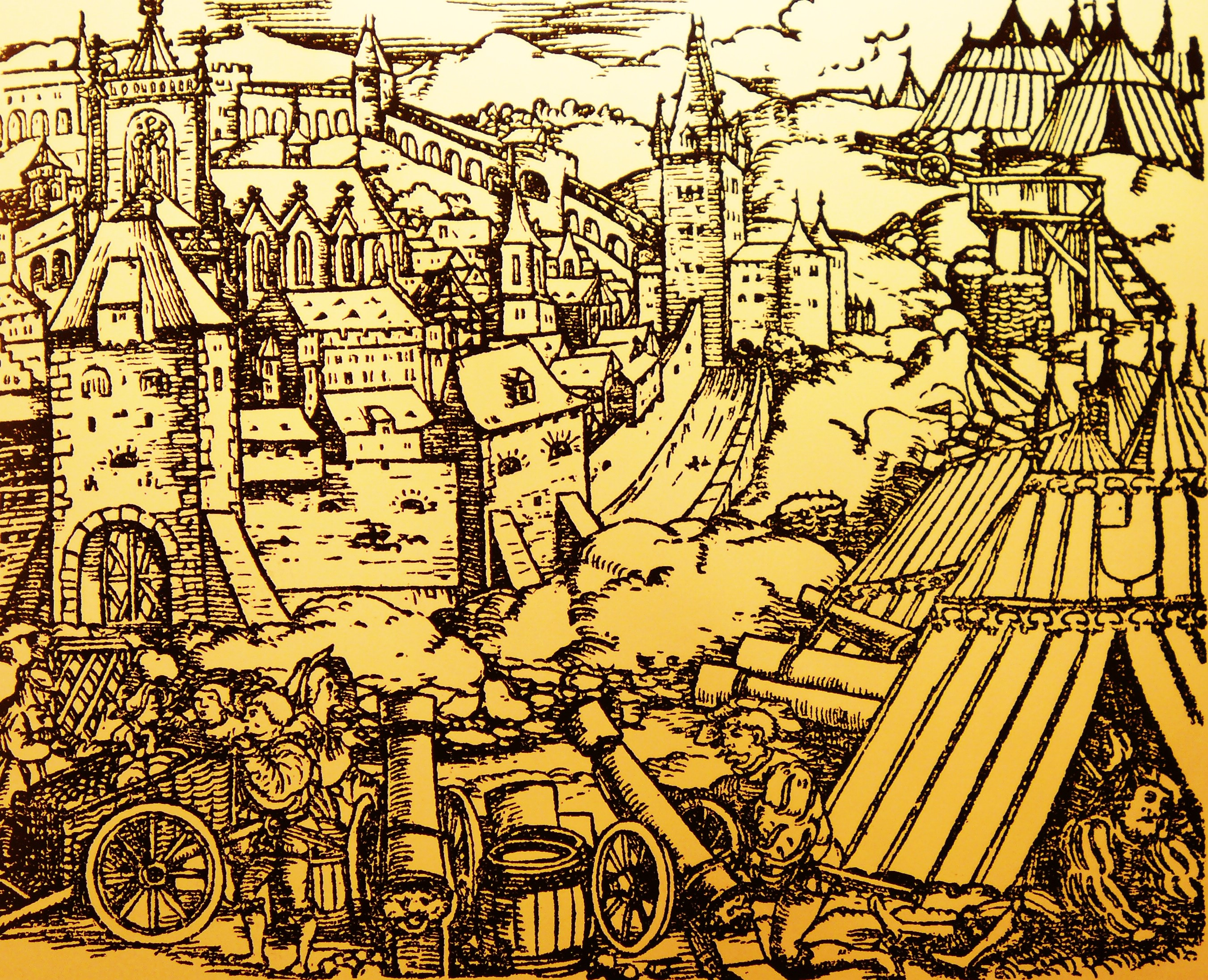
Beleg van Sankt Wendel nabij Trier, door de troepen van von Sickingen (1522)

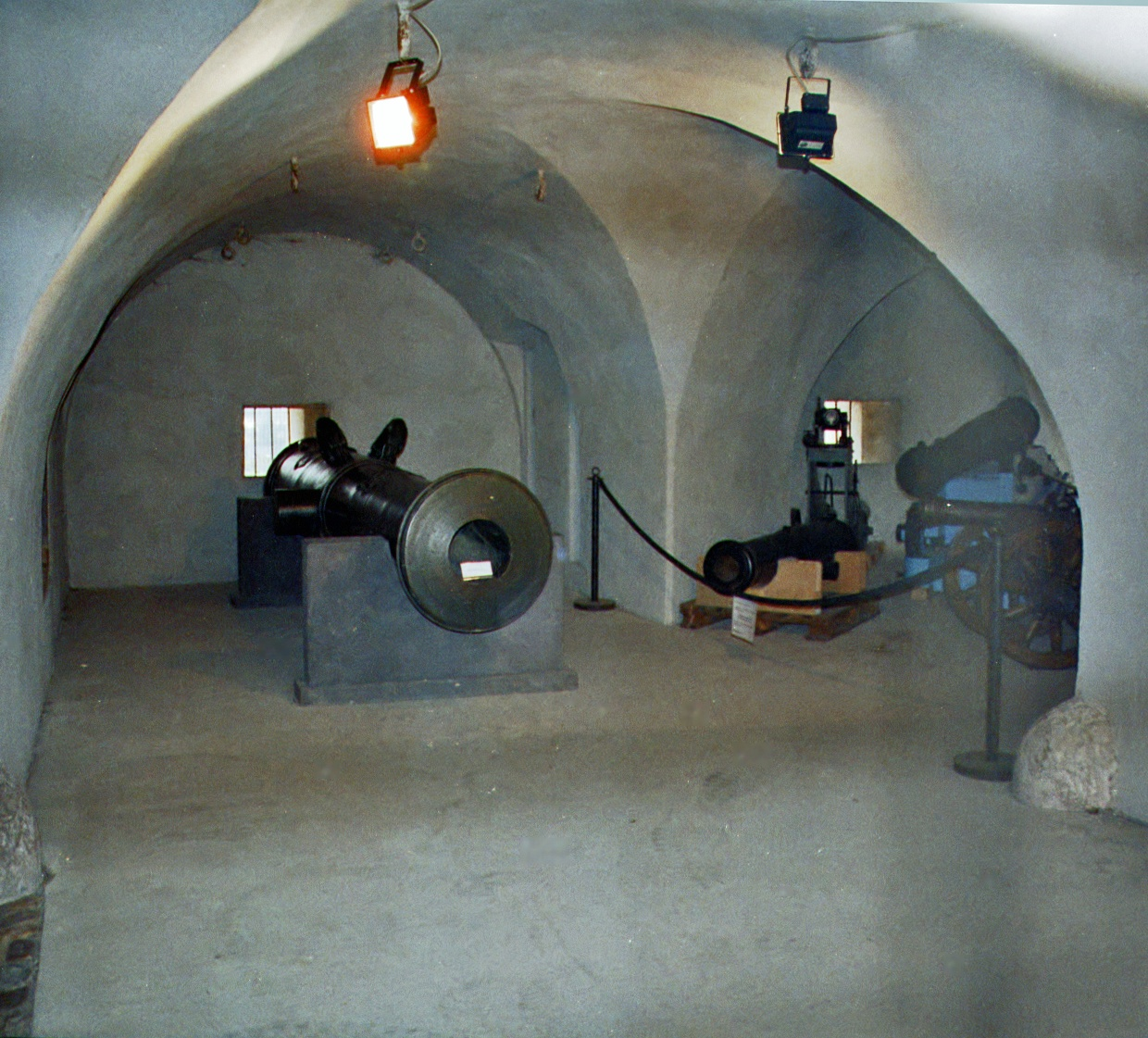
Greif-kanonnen in Fort Ehrenbreitstein in Koblenz

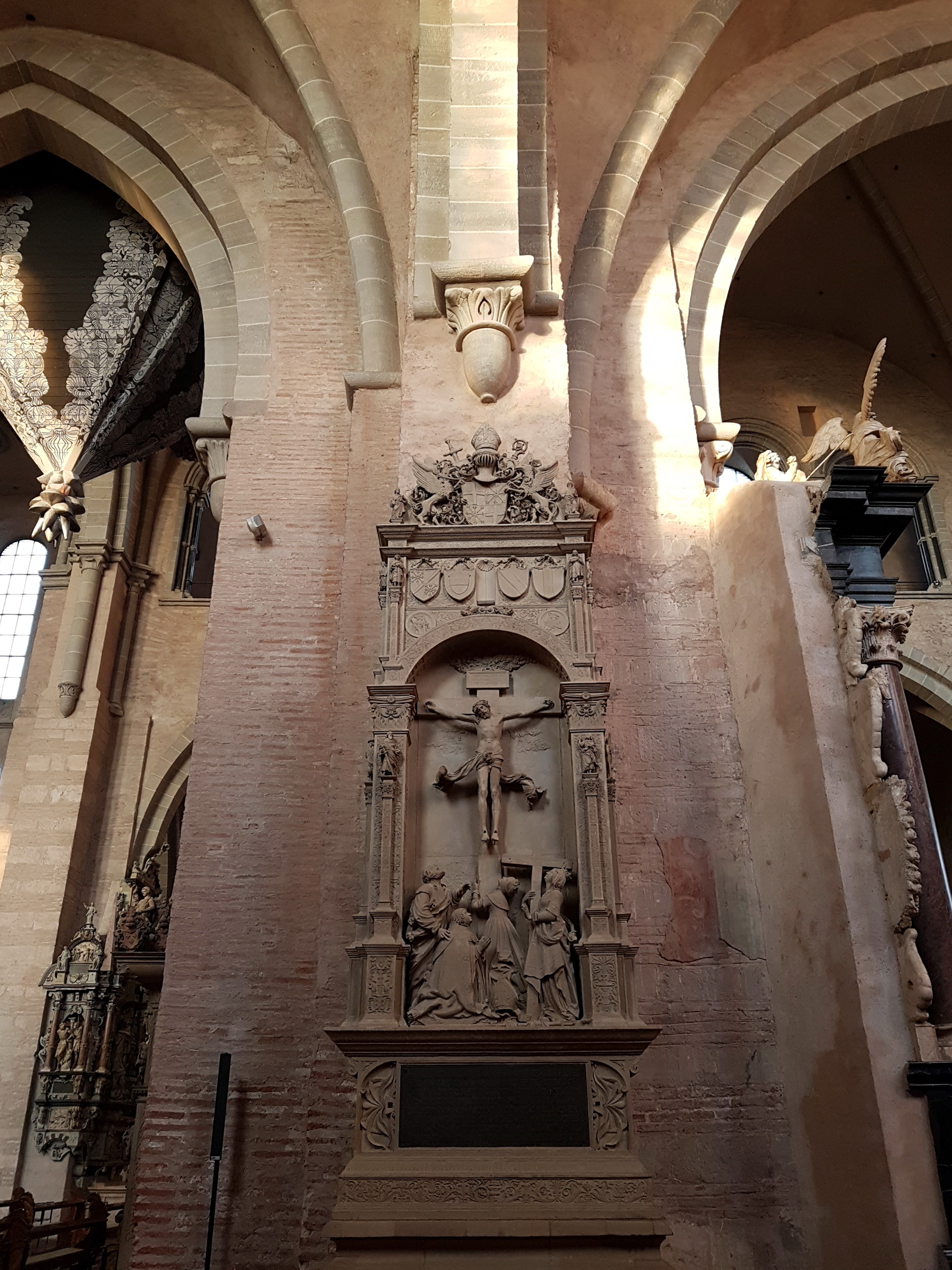
Zijn praalgraf in de Dom van Trier

Richard van Greiffenclau tot Vollrads (Oestrich-Winkel, 1467 – Wittlich, 13 maart 1531) was vorst-aartsbisschop van Trier en keurvorst van Trier (1512-1531). Hij bevocht op het slagveld het opkomende lutheranisme zowel in zijn eigen vorstendom als erbuiten.

## Levensloop

### Jonge jaren
Zijn ouders waren de edellieden Johann van Greiffenclau tot Vollrads en Klara von Rathsamhausen. Greiffenclau werd geboren op het kasteel Vollrads, vandaag in de gemeente Oestrich-Winkel. Het kasteel Vollrads was het stamslot van de familie Greiffenclau. Hij ging voor een kerkelijke carrière. Vanaf 1482 werkte hij als domheer in de Dom van Trier. In 1487 werd hij benoemd tot kanunnik in het kapittel van Trier en in het kapittel van Mainz. Nadien werd hij student aan de universiteit Sorbonne in Parijs. Hij keerde terug naar Trier waar hij in 1503 domcantor werd (voorzanger in de kathedraal). 

### Keurvorst-aartsbisschop van Trier
In 1511 verkoos het kapittel van Trier hem tot aartsbisschop, wat paus Julius II een jaar later bevestigde en wat keizer Maximiliaan I vervolledigde met een wereldlijke investituur. Greiffenclau mocht zich sindsdan keurvorst-aartsbisschop van Trier noemen.  De bisschopswijding was een luisterrijk gebeuren want ze viel tezamen met het bezoek van keizer Maximiliaan aan Trier en aan Sankt Wendel, een andere stad in het prinsaartsbisdom. De Rijksdag van het Rooms-Duitse Rijk verzamelde in Trier. Greiffenclau kreeg de opdracht van keizer Maximiliaan de Heilige Tuniek uit te stallen; bovendien moest hij bedevaarten naar Trier organiseren en de relikwie in het gehele Rooms-Duitse Rijk bekend maken.
Greiffenclau geraakte, als keurvorst, volop betrokken in de intriges rond de opvolging van keizer Maximiliaan I. Koning Frans I van Frankrijk overhaalde hem, met geld, tot de keuze van de Franse koning tot keizer van het Rooms-Duitse Rijk. Bij de stemming van de zeven keurvorsten bleek Greiffenclau in de minderheid te zijn; het werd Karel V van Habsburg voor wie de meeste keurvorsten gestemd hadden.  Greiffenclau liet de koning van Frankrijk vallen en werd hiervoor beloond door de Habsburgers. Hij mocht Karel V zalven tijdens diens kroning tot Rooms-Duitse koning in Aken (1520). 
Terug in Trier besliste Greiffenclau om Joodse burgers terug toe te laten in de stad. De verbanning uit de stad hief hij op. Dit viel samen met zijn hervorming van de rechtbanken van Trier.
Tijdens de Rijksdag van Worms (1521) bespraken de Duitse vorsten het opkomend Lutheranisme. Aartsbisschop Greiffenclau was hierin niet geïnteresseerd want voor hem was dit een randfenomeen. Hij was bereid te bemiddelen tussen Maarten Luther en paus Leo X. Voor Greiffenclau werd het menens toen het leger van ridder Franz von Sickingen, een reformator, het prinsaartsbisdom binnen viel. De zogenaamde Ridderoorlog duurde van 1522 tot 1523. Greiffenclau verloor al het territorium op de rechteroever van de Rijn. Hij kon niet verhinderen dat zijn steden Blieskastel en Sankt Wendel in handen vielen van ridder von Sickingen. De Lutherse troepen belegerden vervolgens Trier zelf. Greiffenclau leidde zijn troepen op de stadswallen en verjoeg de Lutheranen, eens er hulp opdook van naburige vorsten. Hij vond immers bondgenoten en achtervolgde de Lutheranen tot in kasteel Nanstein in Landstuhl, het slot van von Sickingen. De troepen van de aartsbisschop veroverden het slot. Tijdgenoten verbaasden zich over het gebruik van zoveel artillerie door de aartsbisschop. Von Sickingen stierf aan zijn verwondingen. De troepen van de aartsbisschop plunderden de burcht.
In de daarop volgende Boerenoorlog bleef het keurvorstendom Trier gespaard van oorlogsleed. Greiffenclau profiteerde van de situatie door zijn eigen burcht, fort Ehrenbreitstein in Koblenz, te bewapenen. Hij kocht zware kanonnen aan die hij liet installeren op de burcht. De kanonnen hadden de bijnaam “Greifkanonnen”. Zij golden als de zwaarste artilleriestukken die in Europa te vinden waren. Daarnaast rekruteerde Greiffenclau troepen om de naburige vorsten militair te versterken. Het ging om de graaf van de Rijnpalts en de aartsbisschop van Mainz. Hij vond nieuwe bondgenoten in het Rijnland, namelijk bij de prins-aartsbisschop van Keulen en de hertog van Gullik. Aartsbisschop Greiffenclau vocht, buiten zijn vorstendom, mee tegen opstandige Lutherse boeren.
Hij stierf in het kasteel Ottenstein in Wittlich in 1531. Hij werd bijgezet in de Dom van Trier, waar zijn praalgraf werd opgericht.